# Luciano Giovannetti
Luciano Giovannetti, född 25 september 1945 i Pistoia, är en italiensk före detta sportskytt.
Giovannetti blev olympisk guldmedaljör i trap vid sommarspelen 1980 i Moskva.